# Mupid 2
Mupid 2 је био кућни рачунар фирме Mupid који је почео да се производи у Аустрији од 1983. године.
Користио је Zilog Z80A као микропроцесор. RAM меморија рачунара је имала капацитет од 64 KB. 

## Детаљни подаци
Детаљнији подаци о рачунару Mupid 2 су дати у табели испод.
|                       |                                                                         |
| [ 1 ]                 |                                                                         |
| Произвођач            |                                                                         |
| Тип                   | кућни рачунар                                                           |
| Меморија              | 64 KB                                                                   |
| Поријекло             | Аустрија                                                                |
| Година                | 1983                                                                    |
| Тастатура             | тастатура са пуним помаком тастера, 77 тастера са нумеричком тастатуром |
| Процесор              |                                                                         |
| Фреквенција процесора | 3                                                                       |
| RAM                   | 64 KB                                                                   |
| ROM                   | 16 KB                                                                   |
| Текст                 | 40 x 25                                                                 |
| Графика               | 240 x 320                                                               |
| Боја                  | 16 боја од палете од 4096                                               |
| Звук                  | 4 гласа, уграђени звучник                                               |
| Димензије             | непознато                                                               |
| Портови               |                                                                         |
| Оперативни систем     |                                                                         |